# 湛河公园
湛河公园位于河南省平顶山市市区内的湛水两滨。湛河公园的前身是为了保护湛水而栽植的人工防护林区。1983年被劈为公园，至1990年，已初步形成四个季节性为主题的公园，随着城市化进程的加快，湛河污染严重，1998年11月开始，平顶山市政府对其进行了治理，至2010年底，公园全长达8公里，总面积1950亩，绿地面积1215亩。目前，湛河公园已成为平顶山市民主要的休闲场所之一。